# 草刈場
草刈場（くさかりば）とは、小規模のものでは、農家が肥料（刈敷）の原料となる植物を採取する土地、社会的な規模のものでは、まぐさや屋根を葺くカヤなどを採取（草刈り）するため、村や部落などの村落共同体が共有した原野、川原の入会地のことを指す。
そこから転じて、多くの者が制約無しに利権を奪い合うところを意味し、統制支配が失われたか、緩んで、政治的支持者やスポーツ選手などを獲得するため、外部集団から容易に侵食を受ける集団、スポーツなどのグループ予選で勝ち星や大量得点を簡単に得られる可能性が高い対戦相手チームも指す。対語は「金城湯池」または「牙城」。

## 政治用語
日本において、政党 （特に自由民主党）の総裁選挙時に、派閥が自らの派閥の候補者を立てることも、他派閥候補者のいずれかを支持することもしない、いわゆる自主投票の状態を生むと、その派閥は各候補者陣営からの強烈な支持獲得運動を受ける、すなわち「草刈場」の状態となる。その結果として総裁選終了後にも、候補者陣営とその候補者を支持した派閥所属議員の関係が残り、派閥の結束が弱まる傾向がある。結束を維持し続ける為にも派閥は候補者を擁立するか他派閥候補者を支持するしかない。派閥の領袖や幹部が最も恐れることである。草刈場になることを防ぐ為、当選の見込みは無いものの、独自候補者を急遽擁立したケースも過去には多々あった（当選の見込みはないものの、将来への布石として立候補することとは別）。自派閥内からの候補擁立が難しい際は、急遽他派閥の有力者を担ぎ上げたケースも過去にはあった。

## プロ野球
- フリーエージェント権利を行使した選手に残留を認めていなかった時期の広島東洋カープ『FA選手の草刈場』と評された。